# Yongdap-dong
Yongdap-dong (koreanska: 용답동) är en stadsdel i stadsdistriktet Seongdong-gu i Sydkoreas huvudstad Seoul.